# 成衮扎布 (车臣汗部)
成衮扎布（？—1771年），博尔济吉特氏，喀尔喀蒙古车臣汗部人，清朝蒙古王公，硕垒曾孙，绰斯喜布之孙，多尔济达什长子。
雍正三年（1725年）袭札萨克一等台吉（车臣汗部左翼后末旗）。雍正十年（1732年），清军在额尔德尼昭征讨准噶尔，成衮扎布献马助军，被雍正帝赐孔雀翎。同年，其部巴尔呼人叛逃俄罗斯，他率兵追擒。乾隆二十年（1755年），随军征讨准噶尔汗国达瓦齐，受命督解驼马。乾隆二十一年（1756年），发觉和托辉特部青衮咱卜将要叛清，严守军汛，因功赐公品级。